# ولکات (روستا)، نیویورک
ولکات (به انگلیسی: Wolcott) یک منطقهٔ مسکونی در ایالات متحده آمریکا است که در شهرستان وین، نیویورک واقع شده‌است. ولکات ۵٫۱ کیلومتر مربع مساحت و ۱٬۷۰۱ نفر جمعیت دارد و ۱۱۳ متر بالاتر از سطح دریا واقع شده‌است.